# André Beaudoin
André Beaudoin (Cowansville, 9 ottobre 1958) è un ex atleta paralimpico canadese.

## Biografia
Si è avvicinato all'atletica leggera dopo aver praticato a lungo il rugby in carrozzina, sia in Canada che negli Stati Uniti. Nel 1987, sulla spinta dell'ammirazione per il connazionale André Viger, atleta paralimpico, ha deciso di proporsi come velocista e, nel corso di sei Paralimpiadi, ha sistematicamente concorso nei 100, 200, 400 e 800 metri piani. La sua partecipazione è stata puntuale anche ai Campionati del mondo di atletica leggera (a Birmingham nel 1998, a Lilla nel 2002 e ad Assen nel 2006).
Nei vent'anni della sua carriera, André Beaudoin ha fatto parte di un gruppo di atleti canadesi (oltre a Viger, vi sono stati Dean Bergeron, Richard Reelie e Clayton Gerein, per citarne alcuni), che, presenti insieme nelle finali di gara, si sono trovati spesso a disputare il podio. I peculiari meriti di Beaudoin sono stati ricompensati con l'inclusione nel 2009 nel Panthéon des sports du Québec.

## Palmarès
| Anno | Manifestazione       | Sede       | Evento           | Risultato | Prestazione | Note |
| ---- | -------------------- | ---------- | ---------------- | --------- | ----------- | ---- |
| 1988 | Giochi paralimpici   | Seul       | 100 m piani 1C   | Argento   | 20"67       |      |
| 1988 | Giochi paralimpici   | Seul       | 200 m piani 1C   | Oro       | 38"21       |      |
| 1988 | Giochi paralimpici   | Seul       | 400 m piani 1C   | Argento   | 1'17"36     |      |
| 1988 | Giochi paralimpici   | Seul       | 800 m piani 1C   | Bronzo    | 2'39"14     |      |
| 1992 | Giochi paralimpici   | Barcellona | 100 m piani TW2  | Argento   | 18"48       |      |
| 1992 | Giochi paralimpici   | Barcellona | 200 m piani TW2  | Bronzo    | 32"39       |      |
| 1992 | Giochi paralimpici   | Barcellona | 800 m piani TW2  | 4º        | 2'10"82     |      |
| 1992 | Giochi paralimpici   | Barcellona | Maratona TW2     | 10º       | 2h18'06"    |      |
| 1996 | Giochi paralimpici   | Atlanta    | 100 m piani T51  | Argento   | 17"80       |      |
| 1996 | Giochi paralimpici   | Atlanta    | 200 m piani T51  | 4º        | 32"82       |      |
| 1996 | Giochi paralimpici   | Atlanta    | 400 m piani T51  | Bronzo    | 1'02"50     |      |
| 1996 | Giochi paralimpici   | Atlanta    | 1500 m piani T51 | 6º        | 4'03"89     |      |
| 1998 | Mondiali paralimpici | Birmingham | 100 m piani T53  | Oro       |             |      |
| 1998 | Mondiali paralimpici | Birmingham | 200 m piani T53  | Oro       |             |      |
| 1998 | Mondiali paralimpici | Birmingham | 400 m piani T53  | Oro       |             |      |
| 2000 | Giochi paralimpici   | Sydney     | 100 m piani T52  | Bronzo    | 18"30       |      |
| 2000 | Giochi paralimpici   | Sydney     | 200 m piani T52  | Argento   | 33"56       |      |
| 2000 | Giochi paralimpici   | Sydney     | 400 m piani T52  | 4º        | 1'06"48     |      |
| 2002 | Mondiali paralimpici | Lilla      | 100 m piani T52  | 5º        |             |      |
| 2002 | Mondiali paralimpici | Lilla      | 200 m piani T52  | 4º        |             |      |
| 2002 | Mondiali paralimpici | Lilla      | 400 m piani T52  | 5º        |             |      |
| 2004 | Giochi paralimpici   | Atene      | 100 m piani T52  | Bronzo    | 17"70       |      |
| 2004 | Giochi paralimpici   | Atene      | 200 m piani T52  | Oro       | 31"22       |      |
| 2004 | Giochi paralimpici   | Atene      | 400 m piani T52  | Argento   | 1'01"78     |      |
| 2004 | Giochi paralimpici   | Atene      | 800 m piani T52  | 5°        | 2'02"99     |      |
| 2005 | Europei paralimpici  | Espoo      | 200 m piani T52  | Oro       | 34"82       |      |
| 2005 | Europei paralimpici  | Espoo      | 400 m piani T52  | Argento   | 1'04"33     |      |
| 2006 | Mondiali paralimpici | Assen      | 100 m piani T52  | 5º        |             |      |
| 2006 | Mondiali paralimpici | Assen      | 200 m piani T52  | 6º        |             |      |
| 2006 | Mondiali paralimpici | Assen      | 400 m piani T52  | 6º        |             |      |
| 2006 | Mondiali paralimpici | Assen      | 800 m piani T52  | 7º        |             |      |
| 2008 | Giochi paralimpici   | Pechino    | 100 m piani T52  | Bronzo    | 17"77       |      |
| 2008 | Giochi paralimpici   | Pechino    | 200 m piani T52  | 4º        | 32"07       |      |
| 2008 | Giochi paralimpici   | Pechino    | 400 m piani T52  | 8º        | 1'05"58     |      |
| 2008 | Giochi paralimpici   | Pechino    | 800 m piani T52  | 7º        | 2'08"54     |      |